# ±1-följd
±1-följd är inom matematiken en följd av tal som vardera antingen är 1 eller −1. Ett exempel är följden (x1, x2, x3, ...), där xi = (−1)i+1.

## Erdős problem
Antag att du får ett positivt tal C och en ±1-följd S=(x1, x2, x3,...) där xj betecknar den  j:te termen.
Erdős problem går ut på att svara på frågan om huruvida det givet vilka C och S som helst finns positiva heltal k och d sådana att 
{\displaystyle \left|\sum _{i=1}^{k}x_{i\cdot d}\right|\leq C}
Man vill alltså till varje par C och S hitta tal k och d sådana att summan av de första k talen som ligger på platser som är multipler av d är antingen C eller -C.

## Barker-koder
En Barkerkod är en följd av N värden av 1 och −1.
{\displaystyle a_{j}} för j = 1, 2, …, N
sådant att
{\displaystyle \left|\sum _{j=1}^{N-v}a_{j}a_{j+v}\right|\leq 1\,}
för alla {\displaystyle 1\leq v<N}.